# Curs Alpha

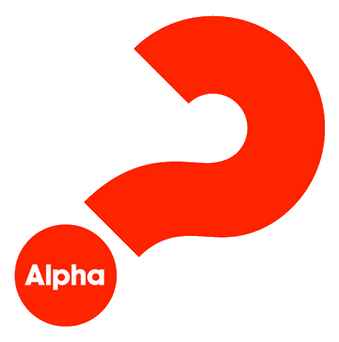
Logo d'Alpha

El Curs Alpha és un curs evangelitzador format per una sèrie de sessions amb la finalitat que els convidats puguin explorar lliurement els fonaments bàsics de la fe cristiana. Els cursos Alpha es duen a terme en esglésies, llars, centres de treball, presons, universitats i altres llocs. El curs s'ofereix a tot el món a través de diverses denominacions cristianes.

## Història
Alpha va començar amb el reverend Charlee Graham, coadjutor a Holy Trinity, Brompton, una parròquia anglicana de Londres. Es va idear com un curs sobre els fonaments de la fe cristiana per als membres d'aquesta església, però després es va obrir a tots aquells que tinguessin interès a conèixer la fe cristiana. El rector John Irvine, en aquell moment coadjutor a Holy Trinity, va assumir el control de l'engegada del curs i ho va desenvolupar en un format de deu setmanes, com continua fins avui. El 1990, el pastor Nicky Gumbel, en aquell moment coadjutor a Holy Trinity, va assumir el control del curs per invitació del Reverend Sandy Millar (llavors vicari), supervisant la revisió i extensió.
El 2008 es van dur a terme més de 33 500 cursos en 163 països a través d'esglésies anglicanes, presbiterianas, luteranas, baptistes renovats, metodistes, pentecostals, carismàtics, del nou moviment britànic de l'església, d'esglésies ortodoxes i l'Església Catòlica com a ens impulsor. El 2009, els seus partidaris afirmaven que més de tretze milions de persones per tot el món havien assistit a un Curs Alpha (dos milions en el Regne Unit).

## Estructura
Alpha segueix una estructura que es distribueix en deu sessions després d'una primera sessió de presentació. Cada sessió comença amb un sopar (normalment gratuït), seguit d'una xerrada i finalment un debat on els convidats expressin les seves opinions sobre el tema tractat. Els temes cerquen cobrir les creences bàsiques de la fe cristiana. A continuació s'indica la llista completa dels temes, segons els capítols del llibre de Gumbel, 'Preguntes de la Vida ':
- Hi ha alguna cosa més a la vida que això? (Abans anomenat el Cristianisme: Avorrit, fals i irrellevant?)
- Qui és Jesús?
- Per què va morir Jesús?
- Com podem tenir fe?
- Per què i com pregar?
- Per què i com haig de llegir la Bíblia?
- Com ens guia Déu?
- Qui és l'Esperit Sant?
- Què fa l'Esperit Sant?
- Com puc ser omplert de l'Esperit Sant?
- Com puc resistir el mal?
- Per què i com haig d'explicar-ho als altres?
- Cura Déu avui?
- Què hi ha sobre l'església?

Els assistents poden rebre el Manual del Curs Alpha, que conté un esquema de cada xerrada i espai per a anotacions.

## Cap de setmana Alpha
Entre les sessions “Com ens guia Déu?” i “Com puc resistir el mal?” s'acostuma a fer una trobada que pot durar un o dos dies on els participants es reuneixen per passar una bona estona i tractar els següents temes:
- Qui és l'Esperit Sant?
- Què fa l'Esperit Sant?
- Com puc omplir-me de l'Esperit Sant?
- Com puc aprofitar al màxim la resta de la meva vida?

## Doctrina
Els ensenyaments d'Alpha cerquen centrar-se en els aspectes de la fe cristiana en els quals totes les denominacions (catòlics, protestants, evangèlics) estan d'acord. Segons Gumbel: "El que ens uneix és molt més que allò que ens separa".
Els trets distintius de l'Església Catòlica, com els relatius a la Mare de Déu i certs ensenyaments sacramentals estan absents, igual que els ensenyaments sobre el baptisme, per a evitar la separació entre les esglésies evangèliques (protestant i no protestant) i catòlica, car segons Gumbel, la finalitat és la unitat cristiana. No obstant això a cada església en particular se li anima a oferir els seus propis cursos de seguiment.
La referència de Sant Pau apòstol respecte que les escriptures estan "inspirades per Déu" 2Tm 3:16 es menciona, tot i que no queda clar si aquest punt de vista de l'escriptura implica l'estricta inerrància.
En el protestantisme evangèlic, l'element més controvertit del Curs Alpha és el que es considera un biaix cap al moviment carismàtic. Tres de les deu sessions tracten de la persona i obra de l'Esperit Sant. Les històries de conversió en el Llibre dels Fets (vegeu Ac 2:1-13, Ac 9:17-19, Ac 19:1-6 i Ac 10:44-46) es prenen com a normatives.